# المحطة الحرارية (التيم)
المحطة الحرارية أو محطة توليد الطاقة الكهربائية في التيم هي محطة توليد طاقة كهربائية تقع على بعد 22 كم تقريباً جنوب مدينة دير الزور على طريق تدمر، وهي إحدى المحطات المسؤولة عن تزويد البلاد بالطاقة الكهربائية.

## مكونات المحطة ومواصفاتها
تتألف المنشأة من ثلاث مجموعات توليد غازية, استطاعة المجموعة الواحدة 32 ميغا وات.
أي بإجمالي قدره 96 ميغا وات, وتعمل على الغاز والمازوت.
ويلحق بالمجموعات الغازية محطة تحويل 230/66 ك.ف ومحطة تحويل 66/20 ك.ف، و خطوط 230 ك.ف خطوط 66 ك.ف و خطوط 20 ك.ف.
يبلغ عدد العاملين في الشركة 158عامل وعاملة.
يستفيد العمال من خدمات النقل و العلاج المجاني ووجبات الغذاء والحوافز الإنتاجية واللباس الشتوي والصيفي وغيرها.